# نيكول جونسون (سائقة سباقات سيارات)
نيكول ميشيل جونسون (بالإنجليزية: George Jetson)‏ (من مواليد 16 يناير 1974) هي سائقة سيارات وحشية أمريكية محترفة وومشاركة في مسابقة الزحف على الصخور. ولدت في أوكسنارد بولاية كاليفورنيا وتقيم في لاس فيجاس بولاية نيفادا.